# José Marnoco e Sousa
José Ferreira Marnôco e Sousa (Sousela, 29 de agosto de 1869 — Coimbra, 17 de março de 1916) foi um jurista e professor de Direito da Universidade de Coimbra que exerceu relevantes funções políticas, entre as quais presidende da Câmara Municipal de Coimbra, deputado e Ministro da Marinha e Ultramar do governo presidido por Teixeira de Sousa. Deixou uma extensa obra nos domínios do direito eclesiástico, direito político, processo penal, direito comercial, sociologia, administração colonial, finanças e história do direito.

## Biografia
Fez o curso eclesiástico no seminário do Porto. Matriculou-se na Faculdade de Direito da Universidade de Coimbra no ano letivo de 1890-91, concluindo a sua formatura em 27 de junho de 1890. Escreveu o seu ensaio Sínteses Financeiras ainda durante a formatura. Licenciou-se a 25 de Abril de 1896, com a dissertação sobre Impedimentos do Casamento no Direito Português. Doutorou-se com a dissertação inaugural Das Letras no Direito Comercial Português. Tendo apresentado um trabalho sobre Execução extraterritorial das Sentenças Civis e Comerciais, prestou provas de concurso para professor substituto, lugar para que foi nomeado por decreto de 26 de maio de 1898, professor substituto tendo, a 9 de janeiro de 1902, sido promovido a professor catedrático. Regeu as cadeiras de Direito Eclesiástico Comum, de Direito Público e de Economia Política. 
Foi também um dos principais introdutores das teorias da Escola de P.G. Le Play em Portugal, principalmente no ensino da economia. Positivista ferrenho (Fezas Vital), vazam-se os seus trabalhos de publicista "nos moldes da escola histórica coordenada com as teorias sociológicas e da psicologia colectiva" (Machado Vilela); no seu ensino da economia refletem-se as suas conceções sobre a ação do Estudo, na base de um intervencionismo corretor dos vícios do capitalismo concorrencial promotor do desenvolvimento. 
Foi presidente da Câmara Municipal de Coimbra, de 1904 a 1910. Sobraçou a pasta da Marinha e Ultramar a 26 de junho de 1910, no governo presidido por Teixeira de Sousa. E foi diretor da Faculdade de Direito da Universidade de Coimbra (1913-1916), e diretor da Biblioteca da Universidade de Coimbra, devendo-se-lhe a criação do Boletim Bibliográfico.
Publicou vasta obra na área do Direito Eclesiástico, Direito Político, Direito Comercial, Processo Penal, Sociologia, Administração Colonial, Finanças e História do Direito. 
Para além destas atividades, Marnoco e Sousa não descurou, também, a frequente participação em revistas científicas, designadamente nos Estudos Jurídicos (publicação em que, e apesar da sua curta existência, deixou colaboração de relevo), no Boletim da Faculdade de Direito, e, sobretudo, na Revista de Legislação e Jurisprudência. Tendo entrado para a redação em 1907, só abandonou esse lugar na altura da sua morte.
Morreu em Coimbra a 17 de Março de 1916.

## Obras principais
- Lições de Direito Político, C., 1900;
- Lições de Economia Social, ibid., 1901;
- Tratado de Ciência das Finanças, 1, ibid.,1916;
- Tratado de Economia Política, I, ibid., 1916;
- Direito Político. Poderes do Estado, ibid., 1910;
- Constituição Política da República Portuguesa. Comentário, ibid., 1913;
- Parecer sobre a organização de um curso notarial (relator), ibid., 1900;
- A Faculdade de Direito e o seu Ensino (de col. com José Alberto dos Reis), ibid., 1907;
- O Ensino Jurídico na França e na Itália, relatório conjunto com José Alberto dos Reis, ibid., 1910.